# Маржерид
Маржери́д (фр. Margerides, окс. Marjarida) — коммуна во Франции, находится в регионе Лимузен. Департамент — Коррез. Входит в состав кантона Бор-лез-Орг. Округ коммуны — Юссель.
Код INSEE коммуны — 19128.
Коммуна расположена приблизительно в 380 км к югу от Парижа, в 100 км юго-восточнее Лиможа, в 55 км к северо-востоку от Тюля.

## Население
Население коммуны на 2008 год составляло 253 человека.
| 1962 | 1968 | 1975 | 1982 | 1990 | 1999 | 2008 |
| ---- | ---- | ---- | ---- | ---- | ---- | ---- |
| 317  | 281  | 246  | 240  | 233  | 225  | 253  |

## Экономика
В 2007 году среди 144 человек в трудоспособном возрасте (15-64 лет) 99 были экономически активными, 45 — неактивными (показатель активности — 68,8 %, в 1999 году было 79,7 %). Из 99 активных работали 94 человека (52 мужчины и 42 женщины), безработных было 5 (5 мужчин и 0 женщин). Среди 45 неактивных 8 человек были учениками или студентами, 21 — пенсионерами, 16 были неактивными по другим причинам.

## Достопримечательности
- Галло-римское святилище. Памятник истории с 1984 года[3]
- Церковь Сен-Мартен (XII век). Памятник истории с 1975 года[4]

## Фотогалерея

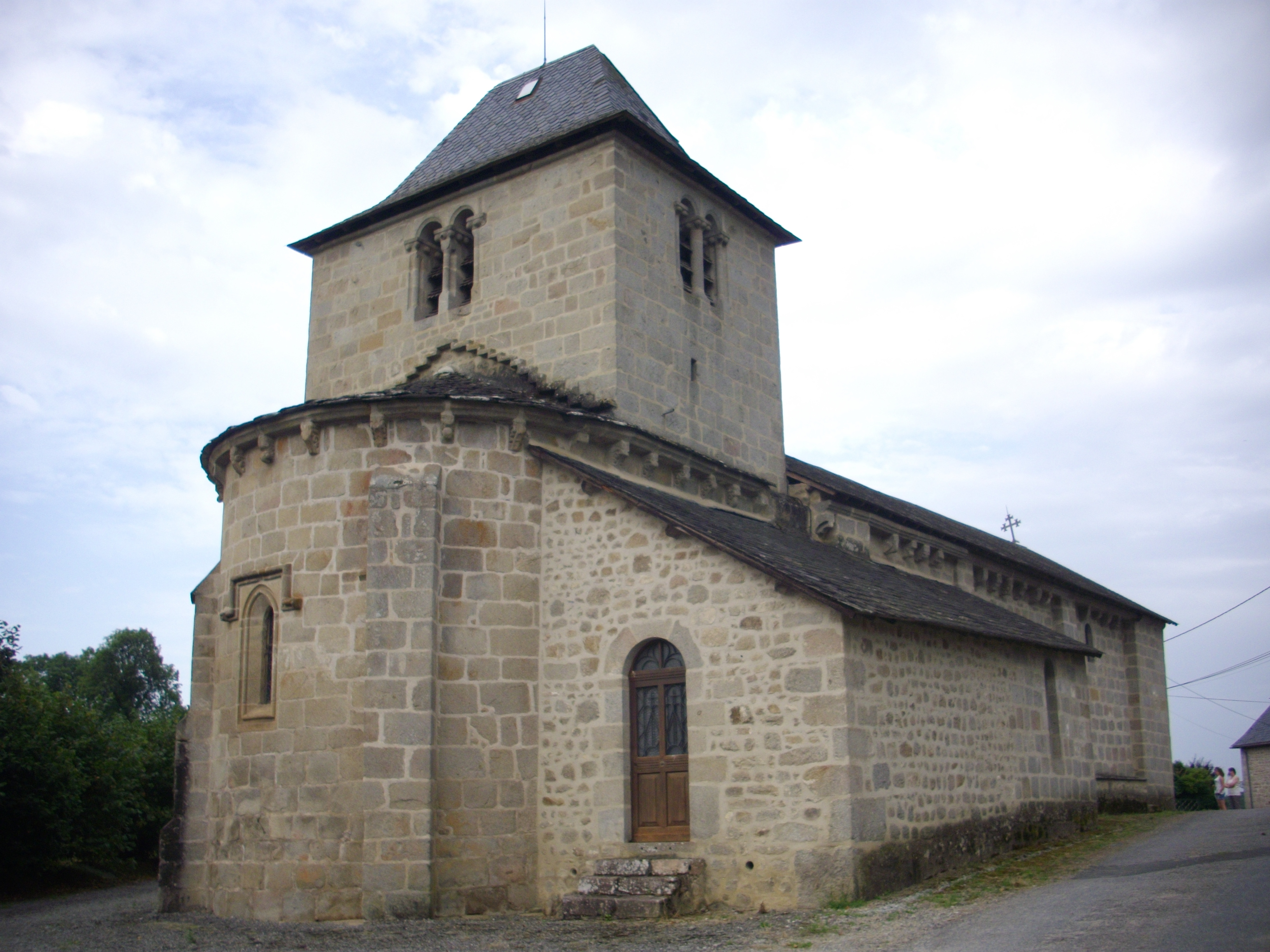
Церковь Сен-Мартен
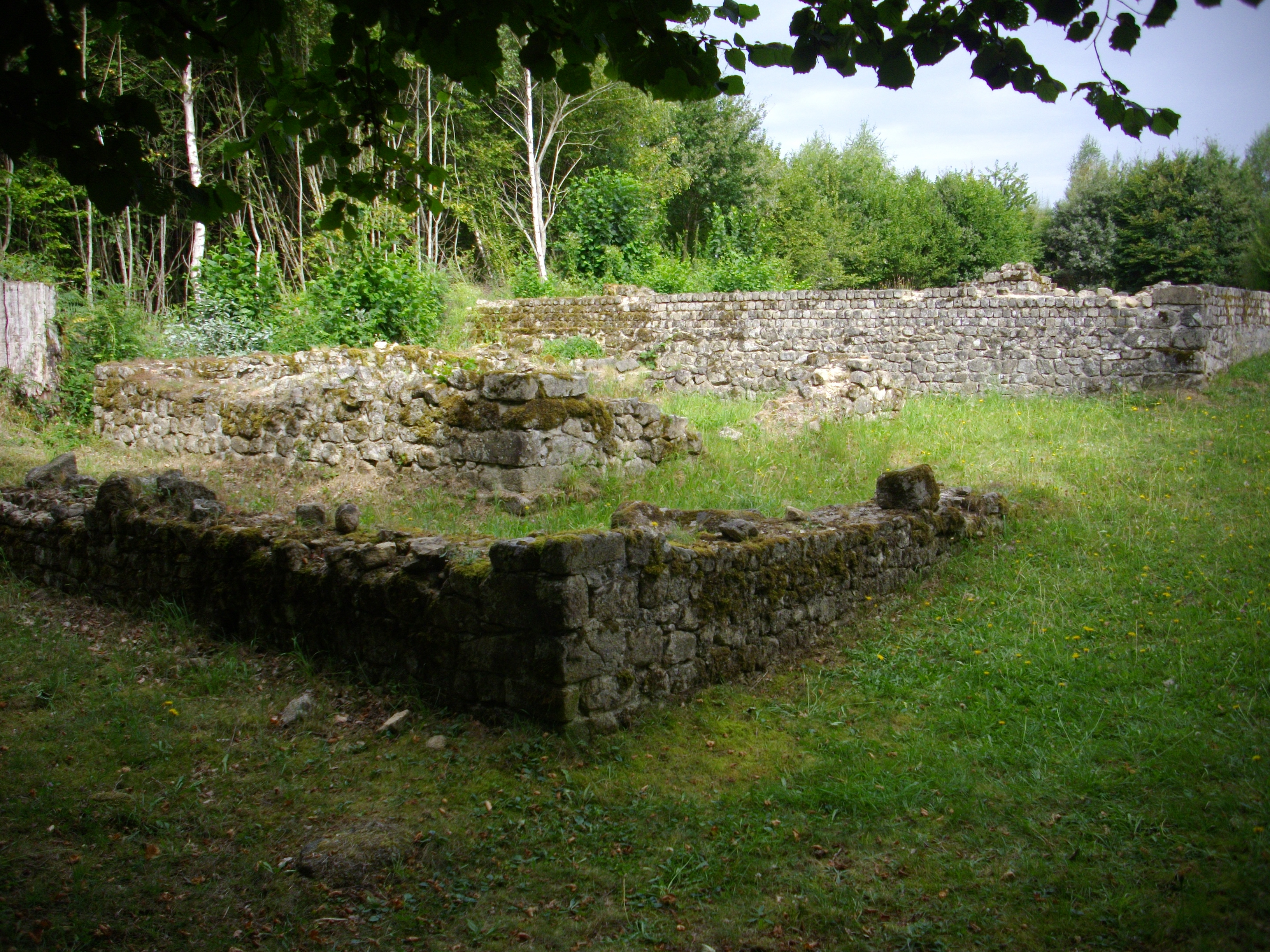
Галло-римское святилище
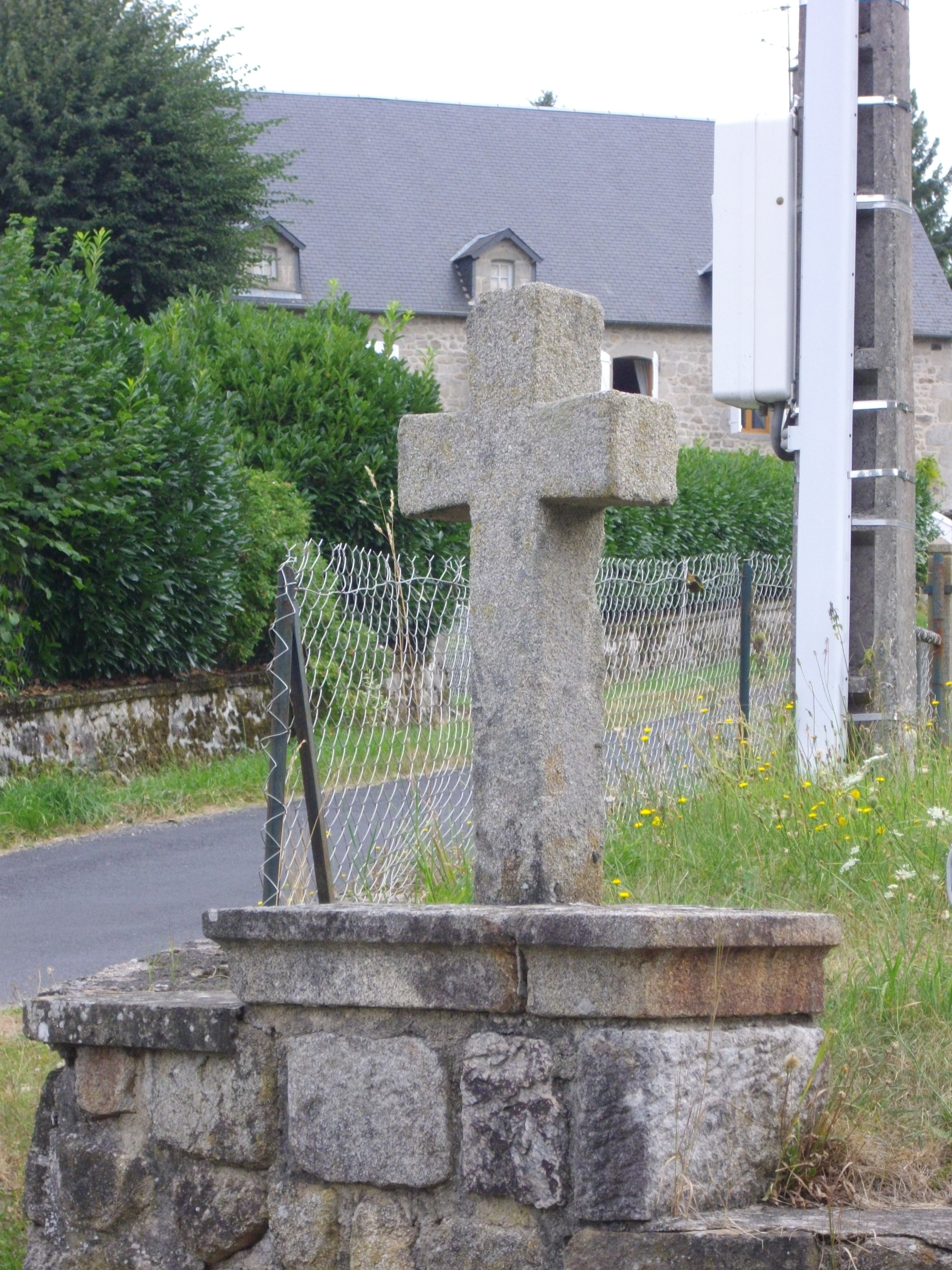
Крест
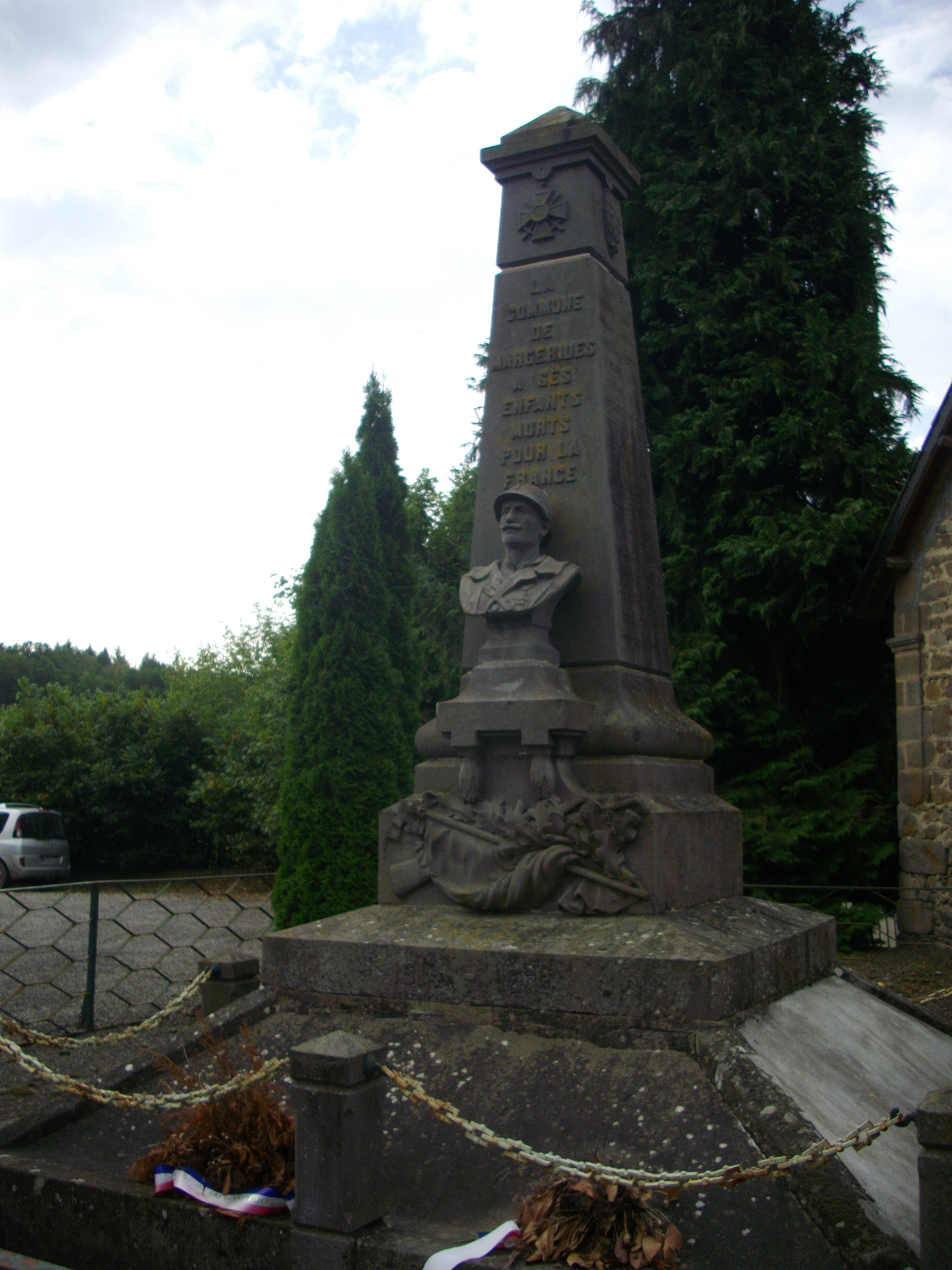
Памятник погибшим в Первой мировой войне